# Jupiter (Schiff, 1897)
Die HMS Jupiter war ein Einheitslinienschiff (engl. pre-dreadnought) der Majestic-Klasse, die in den 1895er-Jahren für die Royal Navy gebaut wurde.

## Geschichte
Die Jupiter, benannt nach dem römischen Göttervater, wurde am 26. April 1894 in Clydebank auf Kiel gelegt, am 18. November 1895 vom Stapel gelassen und im Februar 1897 fertig gestellt. Die Baukosten betrugen 967.651 Pfund Sterling. Am 8. Juni 1897 wurde das Schiff in Chatham für den Einsatz in der Kanalflotte in Dienst gestellt. Am 26. Juni 1897 nahm sie an der Flottenschau in Spithead zu Ehren des Diamantenen Thronjubiläums von Queen Victoria und am 16. August 1902 anlässlich der Krönung von König Eduard VII. teil. Im Rahmen der Flottenumstrukturierung vom 1. Januar 1905 wurde die Kanalflotte in Atlantic Fleet umbenannt, wodurch die Jupiter Teil dieser neuen Flotte wurde. Am 27. Februar wurde das Schiff für eine Überholung in Chatham ausgemustert und nach dem Abschluss der Arbeiten am 15. August 1905 der Reserve in Portsmouth zugewiesen. Am 20. September wurde das Schiff für den Einsatz in der neu etablierten Kanalflotte wieder in den aktiven Dienst gestellt. Am 3. Februar 1908 wurde sie erneut ausgemustert und am 4. Februar der neuen Home Fleet zugewiesen. Von 1909 bis 1910 und von 1911 bis 1912 erfolgten zwei weitere Überholungen in Portsmouth. Von Juni 1912 bis Januar 1913 wurde das Schiff vor der Nore-Sandbank als Schulschiff genutzt.

### Erster Weltkrieg
Mit dem Beginn des Krieges wurde die Jupiter zum 7. Schlachtgeschwader der Kanalflotte vor Portland abkommandiert, um die britischen Expeditionskorps bei ihrer Überfahrt nach Frankreich zu schützen.
Ende Oktober 1914 wurde die Jupiter als Wachschiff in die Nore, am 3. November 1914 in den Humber und im Dezember an den Tyne verlegt. Am 5. Februar 1915 wurde sie nach Archangelsk abkommandiert, wo sie als in der Nördlichen Dwina als Eisbrecher eingesetzt wurde. Dabei stellte die Jupiter den Rekord auf, das erste Schiff zu sein, das den vereisten Hafen von Archangelsk im Winter erreichte. Im Mai 1915 kehrte sie in die Heimat zurück und wurde anschließend für eine Überholung in Birkenhead ausgemustert.
Am 12. August waren die Arbeiten am Schiff beendet und die Jupiter wurde für den Einsatz im Suezkanal wieder in den aktiven Dienst gestellt. Am 21. Oktober wurde sie dann ins Rote Meer abkommandiert, wo sie vor Aden als Wachschiff eingesetzt wurde. Am 9. Dezember wurde sie von der RIN Northbrook ersetzt und kehrte nach Suez zurück, wo sie ihren Einsatz vor Port Said wieder aufnahm.
Am 22. November 1916 kehrte sie in die Heimat zurück und wurde in Devonport ausgemustert und anschließend als Sondereinsatzschiff, Hilfspatrouillenschiff und Kasernenschiff eingesetzt. Im April 1919 wurde die Jupiter von der Marineliste gestrichen und am 15. Januar 1920 an Hughes Bolcklow & Co. zum Abwracken verkauft.

## Technik

### Schiffsmaße
Die Jupiter hatte eine Länge von 128 m, eine Breite von 23 m und einen Tiefgang von 8,20 m. Sie verdrängte zwischen 15.220 t und 17.882 t. Das Schiff hatte einen Freibord von 7,60 m vorn, 5,26 m mittschiffs und 5,64 m achtern. Der Rumpf bestand aus 78 wasserdichten Abteilungen. Das Schiff hatte einen doppelten Boden und war mit zwei Masten ausgestattet. Die Besatzung bestand aus 794 Offizieren und Mannschaften.

### Antrieb
Der Antrieb bestand aus zwei Dreizylinder-Verbunddampfmaschinen, die jeweils eine Welle antrieben und insgesamt 10.000 Shp (7.500 kW) entwickelten, mit denen das Schiff eine Höchstgeschwindigkeit von 16 Knoten (30 km/h) erreichte. Der Dampf wurde von acht Großwasserraumkesseln geliefert. Das Schiff konnte maximal 1.930 t Kohle oder 508 t Heizöl mitführen, was ihm bei 10 Knoten (19 km/h) eine Reichweite von 7.000 Seemeilen (12.964 km) ermöglichte.

### Bewaffnung
Die Hauptbewaffnung bestand aus vier 305-mm-Hinterladerkanonen in zwei Geschütztürmen, einer vorn und einer achtern. Die Geschütze waren auf 187 t schweren Lafetten mit einem Seitenrichtbereich von −150 bis +150 Grad montiert. Die Kanonen selbst wogen 47 t und hatten bei einer maximalen Elevation von 13,5° und einer Mündungsgeschwindigkeit von 716 m/s eine Reichweite von 13.590 m. Sie verschossen 386 kg schwere Granaten mit einer Kadenz von etwa zwei Schuss pro Minute. Die Sekundärbewaffnung bestand aus zwölf 152-mm-Geschützen. Sie waren in Kasematten in zwei Geschützdecks mittschiffs untergebracht. Die Geschütze waren auf Lafetten mit einem Seitenrichtbereich von +30° bis +150° montiert. Die Kanonen selbst wogen 2,2 t und hatten bei einer maximalen Elevation von 20° und einer Mündungsgeschwindigkeit von 544 m/s eine Reichweite von 9.050 m. Sie verschossen 20,4 kg schwere Granaten mit einer Kadenz von etwa fünf bis sechs Schuss pro Minute. Außerdem trug sie sechzehn 76-mm- und zwölf 47-mm-Schnellfeuergeschütze zur Verteidigung gegen Torpedoboote. Darüber hinaus war sie mit fünf 457-mm-Torpedorohren ausgestattet, von denen vier auf der Breitseite im Schiffsrumpf eingelassen waren und das fünfte sich in einer auf dem Deck montierten Abschussvorrichtung am Heck befand.

### Panzerung
Der Panzergürtel bestand aus 229 mm starken Harvey-Stahl. Er erstreckte sich über eine Länge von 67 m entlang des Rumpfes und bedeckte die Seite des Schiffes bis 1,68 m oberhalb und 2,90 m unterhalb der Wasserlinie. Der Gürtel war über die Barbetten durch ein 356 mm dickes Querschott vorn und ein 304 mm dickes Schott achtern verbunden. Das gepanzerte Deck, das sich zum Bug und zum Heck hin auf 64 mm reduzierte, war in der Mitte 76 mm dick und hatte 102 mm dicke, abgeschrägte Seiten, die an die Unterkante der Gürtelpanzerung anschlossen. Diese Anordnung sorgte dafür, dass jede Granate, die den Gürtel durchschlug, auch das Deck durchdringen musste, bevor sie die Hauptteile des Schiffes erreichen konnte. Die Barbetten waren oberhalb des gepanzerten Decks mit 355 mm starker Panzerung geschützt und unterhalb mit 178 mm. Die Panzerung der Geschütztürme der 305-mm-Geschütze war an der Front 254 mm und an den Seiten 140 mm dick. Auf der Rückseite hatte die Panzerung 100 mm und auf dem Dach eine Stärke von 50 mm. Die Kasematten der 152-mm-Geschütze waren an der Front mit 152 mm und an den Seiten mit 50 mm gepanzert. Das hintere Torpedorohr war mit einem 152 mm dicken Mantel abgedeckt. Der vordere Kommandoturm war vorne und an den Seiten mit 355 mm und auf der Rückseite mit 254 mm starken Panzerplatten geschützt. Der hintere Kommandoturm war rundherum mit 76 mm Panzerung versehen.